# A Magyar helyesírási szótár és az Osiris-féle Helyesírás eltéréseinek listája
A két mérvadó helyesírási szógyűjteménynek ma a Magyar helyesírási szótár (MHSz.) és az Osiris-féle Helyesírás (OH) számít. A mindkettőben szereplő szavak írásmódja túlnyomórészt megegyezik, mégis előfordul eltérés több tízezer nyelvi adat közül: részben szándékosan (eltérő szabályértelmezés miatt), részben pedig véletlenségből.
Eddig egyik kötet kiadója sem tett közzé jegyzéket ezekről a különbségekről, noha a korrektoroknak, szerkesztőknek, helyesírási versenyek résztvevőinek fontos lehet tudni, mely adatoknál mondanak ellent egymásnak a szótárak (hogy a kényszerű választás ne okozhasson számukra presztízsveszteséget vagy más hátrányt), illetve melyek azok a szóalakok, amelyeket egy másik kiadvány közlése miatt szintén elfogadhatónak tekinthetünk. Emiatt kísérli meg összegyűjteni az alábbi lista a két kötet eltéréseit.
Megjegyzendő, hogy a szótárak újabb kiadásaiban kijavítottak néhány hibát; az alábbi lista az MHSz. 1999-es és az OH 2004-es kiadásán alapul. (Eddig a már felfedezett hibák jegyzékét sem tették közkinccsé.) Ez a lista nem tartalmazza az OH tanácsadó részében előforduló hibákat.

## Eltérések jegyzéke
Külön listában szerepelnek alább az alábbi három típusba sorolható eltérések:
- egybe- és különírási eltérések élőlények megnevezésében;
- a második mozgószabály MHSz. általi figyelmen kívül hagyásából eredő eltérések;
- a szó végi néma betűre, ill. bonyolult betűegyüttesre vonatkozó szabály más értelmezéséből fakadó eltérések.

Az alábbi listában kék háttérrel emeltük ki a helyesírási szabályzat által indokolható, annak alapján javasolt formákat. Egyes sorokban mindkét megoldás színezve szerepel: ez azt jelöli, hogy mindkettő egyaránt alátámasztható. Másutt egyik változat sincs színes háttérrel megjelölve: ez nem azt jelenti, hogy mindkettő téves volna, csupán azt, hogy egyikhez sem áll még rendelkezésre döntő értékű forrás (de ez a jövőben változhat).
A dőlt betűs „és” azt jelöli, hogy az adott kiadvány mindkét alakot helyesnek tartja, de más-más értelemben.
| MHSz. (11. kiadás)                                                        | MHSz. (11. kiadás) | OH                                                                        | OH                   | Magyarázat, megjegyzés |
| Szóalak                                                                   | Oldal              | Szóalak                                                                   | Oldal                | Magyarázat, megjegyzés |
| ------------------------------------------------------------------------- | ------------------ | ------------------------------------------------------------------------- | -------------------- | --- |
| adósságátütemezés                                                         | 4.                 | adósság-átütemezés                                                        | 431.                 | A hatszótag-szabály szerint hiába 8 szótagos az összetétel, csupán 2 elemű, így egybeírandó. Az Osiris Diákszótárban már javították. |
| AIDS-szel                                                                 | 7.                 | AIDS-cel                                                                  | 435.                 | AkH.11 286.; lásd még AkH. 12. lenyomat 130. o. Nyomtatott kiadványainkban és a világhálón az akadémiai írásmód jóval gyakoribb. |
| (Alexandria arab neveként) Al-Iszkanderíja (Algír arab neveként) Ed-Dzáír | 12–13.             | (Alexandria arab neveként) el-Iszkanderíja (Algír arab neveként) ed-Dzáir | 445.                 | Az a/e különbség részint a klasszikus és a modern arab különbségének róható fel; a kapcsolódó névelőt a szakirodalom többnyire kisbetűvel írja át még tulajdonneveknél is, de előfordul a nagybetű is; az OH-ban közölt ed-Dzáir valószínűleg közelebb áll a valós kiejtéshez, mivel a magrebi nyelvjárások közismerten rövidítik a hosszú és elhagyják a rövid magánhangzókat. |
| alkotó művészet                                                           | 14.                | alkotóművészet                                                            | 447.                 | AkH.11 112.; az igenév rendeltetést fejez ki. |
| állótőke-képzés                                                           | 16.                | állótőkeképzés                                                            | 451.                 | AkH.11 138.; az állótőke önmagában is egybeíródik, így a második mozgószabály nem merülhet fel. |
| Antigua és barbudai                                                       | 22.                | Antigua és Barbuda-i                                                      | 463.                 | AkH.11 164., AkH.11 217. b), AkH.11 265. b) |
| (Baku azeri nyelven:) Baki                                                | 39.                | (Baku azeri nyelven:) Bakı                                                | 491.                 | Az azeri nyelvnek van latin írású változata is, így nincs szükség átírásra, s ebben pont nélküli i-vel íródik. |
| beíratkozás, ~ik                                                          | 46.                | (be/fel)iratkozik                                                         | 505., 852.           | AkH.11 27. a), MTA Nytud. Int. GYIK |
| béke-világtanácsi                                                         | 47.                | békevilágtanácsi                                                          | 506.                 | AkH.11 138. |
| bissau-guineai (köztársasági)                                             | 56.                | Bissau-guineai (köztársasági)                                             | 522.                 | AkH.11 177. b) |
| Buenos Aires-i                                                            | 67.                | buenos airesi                                                             | 539.                 | AkH.11 217. b) a 12. kiadás szerint is helytelen az OH-s változat |
| cigánygyerek (a szólás részeként)                                         | 75.                | cigány gyerek                                                             | 554.                 | A szólásokban megszokott átvitt értelem önmagában nem indokolja az egybeírást. |
| civil szervezet                                                           | 77.                | civilszervezet                                                            | 557.                 | A civil szó nemcsak melléknév (’polgári’, ’nem katonai’), hanem főnév is lehet (’polgári személy’), s a civilszervezet is értelmezhető úgy, hogy nem maga a szervezet civil, hanem civilek alkotják, jelöletlen főnévi összetételként, így az egybeírás is indokolható. |
| Dar es Salaam                                                             | 95.                | Dar es-Salaam                                                             | 586.                 | |
| design                                                                    | 99.                | dizájn                                                                    | 603.                 | AkH.11 203. és AkH.11 212. |
| dzsiudzsicu                                                               | 112.               | dzsúdzsucu                                                                | 617.                 | A dzsiudzsicu alak a korábbi, kevésbé hűséges Jiu-Jitsu átírásból fakad, de a kiejtéshez a dzsúdzsucu átírás áll közelebb (vö. OGG fájl), amint a Hepburn-átírásban is áttértek a jūjutsu alakra. |
| Edward (király)                                                           | 114.               | Eduárd (király)                                                           | 620.                 | AkH.11 207.; Arany János A walesi bárdok c. versének egyes sorait idézve azonban az Edward alak a megfelelő. |
| élethalálharc                                                             | 124.               | élet-halál harc                                                           | 639.                 | A hagyománnyal indokolható az MHSz. változata, a mozgószabállyal pedig az OH-é (lásd még napéjegyenlőség vs. nap-éj egyenlőség). Megjegyzés: a macska-egér harc mindenképp a mozgószabály alapján íródik. Az MHSz. 12. kiadásában is már az élet-halál harc forma szerepel. |
| Erazmus                                                                   | 135.               | Erasmus                                                                   | 657.                 | [ * 1 ] |
| Észak-Rajna-Vesztfália                                                    | 141.               | Észak-Rajna–Vesztfália                                                    | 668.                 | AkH.11 177. b) Az OH írásmódja nem az AkH.11 179.-re épül, hanem egy szaknyelvi helyesírási szabály analógiájával indokolható, amely például a vas-szulfát-oldat és a réz-szulfát-oldat alakok összekapcsolásaként vas-szulfát–réz-szulfát oldatot javasol, hogy a tagok hierarchikus viszonyait világosabban jelölje (OH 134.). Az akadémiai Magyar helyesírási szótárban is az Osiris alakja szerepel. |
| Európai Unió-beli                                                         | 143.               | európai uniós                                                             | 672.                 | AkH.11 180. |
| fokuszál, fokuszálás, fokuszálóhatás                                      | 169.               | fókuszál, fókuszálás, fókuszálóhatás                                      | 718.                 | A 12. kiadásban is a hosszú magánhangzós forma szerepel. |
| Forma–1                                                                   | 172.               | Formula–1                                                                 | 723.                 | Az eredeti nemzetközi alak a Formula, amelynek a magyar Forma szó értelmileg nem megfelelője, hiszen a formula szó nem ’alak, forma’, hanem ’szabály, minta, előírás’ jelentésű. A Forma tehát egyfajta népetimológiának tekinthető. |
| főépítésvezető                                                            | 174.               | fő-építésvezető                                                           | 725.                 | AkH.11 138. |
| gyógynövény-szaküzlet                                                     | 197.               | gyógynövényszaküzlet                                                      | 768.                 | AkH.11 138. |
| házimozi házipatika                                                       | 215.               | házi mozi házi patika                                                     | 798–799.             | Értelmezésük vitatható: attól függ, hogy a jelentésváltozást a tagok szótári jelentéséből levezethetőnek tekintjük-e (mint az MHSz.-ben szereplő házi gyógyszertár esetében az AkH.11 107. a) alapján), vagy sem (az alkotó tagoknak szűkebb szótári jelentést tulajdonítva, abból nem levezethető mértékű jelentésváltozást feltételezve – különálló típusként, fajtaként értelmezve az AkH.11 107. b) alapján). Megjegyzés: az AkH.12 szótári részében a különírt házi patika alak szerepel, ellentmondva az MHSz. változatának. |
| (az idegen Hermann keresztnévből) Hermannal                               | 219.               | (az idegen Hermann keresztnévből) Hermann-nal                             | 806.                 | AkH.11 217. c), AkH.11 94., az AkH.11 163. c) alatt jelzett egyszerűsítés csak a magyar utónevekre vonatkozik. |
| HIV-vírus                                                                 | 224.               | HIV vírus                                                                 | 814.                 | AkH.11 140. a), AkH.11 167., AkH.11 183., AkH.11 194. analógiájára |
| homokkő szikla                                                            | 227.               | homokkőszikla                                                             | 819.                 | Az AkH.11 115. szerint első látásra különírandó, ám az OH-beli alak is szándékos lehet, mivel a homokkő fal forma már különírva szerepel ott. Az egybeírást az magyarázhatja, hogy a szikla nem homokkőből készült, hanem pusztán tartalmazza azt, és emiatt a szerkezet sima szóösszetételnek minősül. |
| humán erőforrás                                                           | 231.               | humánerőforrás                                                            | 826.                 | A humán szó melléknév és összetételi előtag is lehet, de melléknévként a jelentése ’humánus’ (régies használatban) vagy ’a társadalomtudomány(ok) ágait alkotó’ (tudomány), ’ezek közé tartozó’ (tárgy), ’erre irányuló’ (érdeklődés), így az emberek, személyek alkotta erőforrásra utalva csak összetételi előtagként értelmezhető, vö. humánbiológia, humángenetika, humánökológia stb. |
| image l. imázs                                                            | 238.               | image [imidzs] image-et, image-ek (…)                                     | 840.                 | Az MHSz. szerint helytelen alak, az OH pedig elfogadja a létezését. |
| intercity, Bartók intercity                                               | 251.               | InterCity                                                                 | 847.                 | |
| Internet (intézmény) és internet (távközlési rendszer)                    | 242.               | internet                                                                  | 847.                 | MTA Nytud. Int. GYIK |
| (ir)reverzíbilis                                                          | 246., 445.         | (ir)reverzibilis                                                          | 854., 1237.          | A kétféle írásmódot az -ibilis végződésű szavak írásáról időközben hozott döntés (ill. az abból adódó változás) magyarázza. A döntés eredménye a rövid i használatát hozta, így az OH abból adódóan tartalmazza a helyeset, hogy később jelent meg. |
| Izmir                                                                     | 248.               | İzmir                                                                     | 859.                 | A pontozott nagy I betűs az eredeti, és nem annyira elterjedt a magyarban, hogy a magyaros írást a hagyománnyal indokolhassuk. |
| jade, jade-dal                                                            | 250.               | jáde, jádét, jádék, jádéje ~ jádéja                                       | 862.                 | A legelterjedtebb kiejtés a [jáde], hangzó e-vel, amelynek az MHSz.-beli írásmód ellentmond. |
| Jelačić                                                                   | 252.               | Jellasics                                                                 | 869.                 | AkH.11 214. és AkH.11 210. A 12. kiadás szerint is Jellasics. |
| (Kartúm arab neveként:) El-Khartoum                                       | 266.               | (Kartúm arab neveként:) el-Khartoum                                       | 892.                 | A névelőt nem szükséges a tulajdonnév részeként kezelni, amint a magyar névelőt sem írjuk nagybetűvel például a többtagú intézménynevekben. |
| Keleti-Sierra Madre-i                                                     | 270., 459.         | keleti-Sierra Madre-i                                                     | 899.                 | AkH.11 177. a), bár a fő összetételi elemeket kötőjel kapcsolja össze, így a nem tulajdonnévi tagok kisbetűsítése lenne várható a földrajzi nevek általános szabályai alapján. |
| Kisfaludi Strobl                                                          | 14. (alkotás)      | Kisfaludi Stróbl (Zsigmond)                                               | 928.                 | A Magyar életrajzi lexikon 1000–1990, a Képzőművészet Magyarországon, az Új magyar életrajzi lexikon (Bp., Magyar Könyvklub, 2002), a Kortárs magyar művészeti lexikon (Bp., Enciklopédia Kiadó, 2000), az Emberek és szobrok c. emlékiratkötete (1969) és a Magyar Nemzeti Bibliográfia mind a rövid o-s alakot hozza. |
| kis húgom                                                                 | 286.               | kishúg                                                                    | 109., 926.           | |
| kis-Szunda-szigeteki                                                      | 287.               | kis-szunda-szigeteki                                                      | 930.                 | Mivel a Szunda nem értelmezhető magyarul se köznévként, se melléknévként, tulajdonnévként kezeljük, és a többtagú földrajzi név melléknévképzős alakjában is megőrizzük a nagybetűjét. |
| knesszet                                                                  | 289.               | Kneszet                                                                   | 935.                 | |
| Kosciuszko elv.: Kos-ci-usz-ko                                            | 300.               | Kościuszko elv.: Koś-ciusz-ko                                             | 953.                 | Az s-en éles ékezettel íródik, kiejtve pedig megközelítőleg [koscsuskó], pontosabban koɕ'ʨuʃko (OGG). |
| légicsapás, légideszant, légifuvardíj                                     | 322.               | légi csapás, légi deszant, légifuvar-díj                                  | 996.                 | AkH.11 107. a) (Nincs egyértelmű jelentésváltozás, ami az egybeírást indokolná.) |
| Łódz                                                                      | 330.               | Łódź                                                                      | 1010.                | [ * 1 ] |
| Luxor                                                                     | 332.               | Lukszor                                                                   | 1015.                | Az OH átirata némileg jobban tükrözi az eredeti arab változatot (لأقصر – al-Uqṣur, magyarosan al-Ukszur), ahol szintén külön q/k és ṣ/sz külön betű. |
| matematika írásbeli                                                       | 244.               | matematikaírásbeli                                                        | 1038.                | AkH.11 129.), AkH.11 114. b), nem AkH.11 114. a) (jelentéstömörítő összetétel, illetve fajtajelölő alakulat, nem főnévi jelző) |
| méghogy                                                                   | 359.               | még hogy                                                                  | 1045.                | |
| Mumbai (régebben Bombay)                                                  | 364.               | Bombay                                                                    | 529.                 | |
| Nabukodonozor                                                             | 369.               | Nabú-kudurri-uszur                                                        | 1093.                | |
| napéjegyenlőség                                                           | 372.               | nap-éj egyenlőség                                                         | 1099., 1122. (nyári) | A hagyománnyal indokolható az MHSz. változata, a mozgószabállyal pedig az OH-é (lásd még élethalálharc vs. élet-halál harc). Megjegyzés: a béka-egér harc (az Iliasz paródiája) vagy pl. a macska-egér harc mindenképp a mozgószabály alapján íródik. Az AkH.12 már az OH.-s formát hozza. |
| nehézlégzés (betegség)                                                    | 375.               | nehéz légzés                                                              | 1104.                | |
| (null írása) 5:0, 2:0, 3:0 (szóköz nélkül)                                | 383.               | (null írása) 0 : 0, 0 : 4 (szóközzel)                                     | 1119. (295. is)      | |
| on-line                                                                   | 394.               | online                                                                    | 1140.                | Az eredeti angol alak az egybeírt, vö. Merriam-Webster, Encyclopædia Britannica Online |
| Pál-forduló                                                               | 407.               | pálforduló                                                                | 1163.                | AkH.11 201. |
| papír alapú                                                               | 409.               | papíralapú                                                                | 1168.                | |
| paraolimpia                                                               | 410.               | paralimpia                                                                | 1170.                | Miért paralimpia? (Magyar Nyelvi Szolgáltató Iroda), Magyar Paralimpiai Bizottság, magyarázat az International Paralympic Committee honlapján |
| Pest közeli                                                               | 307.               | Pest-közeli                                                               | 708.(*)              | AkH.11 169., nem AkH.11 184.; nincs Pest közele földrajzi név, amelyből a kötőjel nélküli alak levezethető lenne. *: Az OH javaslata a közeli alatt hivatkozott tulajdonnévből vezethető le (Fidesz, ill. annak bokrában Fidesz-közeli). (AkH.12 Pest körüliből) |
| Phnom Penh                                                                | 418.               | Phnompen                                                                  | 182., 1186.          | Keleti nevek magyar helyesírása, 381. o. |
| pinyin                                                                    | 414., 454. stb.    | pinjin                                                                    | 1189.                | AkH. 218–220., az „ny” nem a magyar ny hangot jelöli, hanem az angolos írásmód megőrzése, ami a kínai nyelv magyar átírásában nem indokolt. |
| Ploieşti                                                                  | 421.               | Ploiești                                                                  | 1193.                | az ékezet viszont ott is hibás, szemben az OH-val és az itt megadott helyes alakkal. |
| Potyomkin cirkáló                                                         | 426.               | Patyomkin cirkáló                                                         | 1177., 1201.         | AkH.11 210. (A szabályos átírású alak a Potyomkin, de kifejezésekben gyakran megőrződnek a hagyományosan meghonosodott alakok, például Krőzus, Pitagorasz-tétel.) |
| pozaun v. puzón                                                           | 426., 432.         | pozan                                                                     | 1202.                | |
| Poznañ                                                                    | 426.               | Poznań                                                                    | 1202.                | Ñ betű nincs a lengyelben. |
| prehisztorikus                                                            | 427.               | prehisztorikus ~ prehistorikus                                            | 1204.                | |
| pszichotróp                                                               | 430.               | pszichotrop                                                               | 1210.                | A ‑trop végződés mellékneveknél rövid o-t tartalmaz, vö. pl. izotrop az OH 861. és az MHSz. 249. oldalán. A hosszú ó-s változat főneveknél fordul elő, pl. mizantróp, filantróp, valamint a ‑trópia végződésben, pl. izotrópia. |
| sínai-félszigeti, -hegyi                                                  | 460.               | Sínai-félszigeti, -hegyi                                                  | 1266.                | AkH.11 176. b). |
| státus                                                                    | 466.               | státus ~ státusz                                                          | 1278.                | |
| szaúd-arábiai                                                             | 477.               | Szaúd-arábiai                                                             | 1299.                | AkH.11 177. b) |
| szent János kórház és rendelőintézeti                                     | 250.               | Szent János kórház és rendelőintézeti                                     | 1312.                | A Szent előtagot a szabályzat a név részének veszi az AkH.11 164. alapján, például Szent István melléknévképzős alakja a szószedet szerint Szent István‑i, nem pedig *szent istváni, így a belőle alkotott intézménynév képzett alakjaiban (AkH.11 187.) is megőrizzük a tulajdonnévi jelleget. |
| A Szép Magyar Nyelvért Alapítvány                                         | 11.                | Szép Magyar Nyelvért Alapítvány                                           | 443., 1314.          | |
| (szótárak nyelvei) magyar-német szótár                                    | 494.               | (szótárak nyelvei) angol–magyar szótár, görög–latin szótár                | 461., 757., 1337     | AkH.11 263. a) |
| Sztravinszkij                                                             | 497.               | Stravinsky                                                                | 1280.                | A cirill betűs szláv nyelvek neveinek magyar helyesírása c. kötetből |
| sztyep v. sztyepp                                                         | 497.               | sztyeppe ~ sztyepp                                                        | 1342.                | Az alakok pusztán gyakoriságban térnek el, rangsor éppúgy nem állapítható meg közöttük, ahogy a fel és a föl között sem. A legbiztonságosabb megoldásnak mindenesetre a sztyepp alak mondható, amely mindkét szótárban szerepel. (AkH.12 is OH.-s alak.) |
| testre szabott (konkrétan) és testreszabott (átvitt értelemben)           | 516.               | testre szabott                                                            | 1381.                | Értelmezésük vitatható: attól függ, hogy a jelentésváltozást a tagok szótári jelentéséből levezethetőnek tekintjük-e, vagy sem. Az MHSz. szűkebben értelmezi a testre szab jelentéskörét, és a AkH.11 125. b) alapján jelentésváltozással magyarázza az átvitt értelmű használatot, az OH pedig tágabban értelmezi, így a szólásokhoz hasonlóan átvitt értelemben is megőrzi a különírást. |
| Újházy-tyúkleves                                                          | 536.               | Újházi-tyúkleves                                                          | 1420.                | Újházi Ede színművészről kapta a nevét. |
| vilmoskörte                                                               |                    | vilmos körte                                                              | 1467.                | |
| Vasi-Hegyhát                                                              | 551.               | Vasi-hegyhát                                                              | 1448.                | AkH.11 176. a) |
| vegyesvállalat                                                            | 553.               | vegyes vállalat                                                           | 1452.                | AkH.11 107., vö. ÉAny 2005/1., 12. o. |
| Zeiss-lencse, Zeiss-üveg                                                  | 325., 543., 570.   | Zeiss lencse, Zeiss üveg                                                  | 1488.                | AkH.11 194., nem AkH.11 140. b) (A Zeiss itt márkanévként szerepel, így a márkanevekre vonatkozó szabály jobban alkalmazható rá, mint a tulajdonnév-köznév összetételekre vonatkozó általános szabály.) |
| Zsolnay-porcelán                                                          | 424.               | Zsolnay porcelán                                                          | 1496.                | AkH.11 194., nem AkH.11 140. b) (A kötőjel nélküli megoldás figyelembe veszi, hogy márkanév, nem csak családnév vagy más tulajdonnév-köznév összetétel.) |

### Egybe- és különírási eltérések élőlények megnevezésében
Egyes élőlények nevét az OH szaknyelvi kiadványok alapján adta meg, az MHSz. pedig attól eltérően:
| MHSz.          | MHSz.      | OH            | OH    |
| Szóalak        | Oldal      | Szóalak       | Oldal |
| -------------- | ---------- | ------------- | ----- |
| barnamedve     | 43.        | barna medve   | 486.  |
| éti csiga      | 142.       | éticsiga      | 670.  |
| feketerigó     | 153.       | fekete rigó   | 690.  |
| gyűrűs férgek  | 200.       | gyűrűsférgek  | 773.  |
| házigalamb     | 215.       | házi galamb   | 798.  |
| házinyúl       | 215.       | házi nyúl     | 799.  |
| keresztes pók  | 275., 422. | keresztespók  | 908.  |
| meztelen csiga | 355.       | meztelencsiga | 1064. |

### A második mozgószabály MHSz. általi figyelmen kívül hagyásából eredő eltérések
Az eltérések egy sajátos csoportját képezik azok az esetek, amikor az MHSz. – feltehetőleg a könnyebb olvashatóság érdekében – figyelmen kívül hagyta az AkH.11 139. b) pontot, és egy másik elvet alkalmazott a kérdéses szókapcsolatok helyesírásában:
| MHSz.                                                        | MHSz. | OH                                                         | OH    |
| Szóalak                                                      | Oldal | Szóalak                                                    | Oldal |
| ------------------------------------------------------------ | ----- | ---------------------------------------------------------- | ----- |
| országgyűlési képviselő-választás                            | 396.  | országgyűlésiképviselő-választás                           | 1145. |
| önkormányzati képviselő-választás                            | 401.  | önkormányzatiképviselő-választás                           | 1153. |
| személyi jövedelemadó-bevallás, személyi jövedelemadó-előleg | 481.  | személyijövedelemadó-bevallás, személyijövedelemadó-előleg | 1308. |

### A szó végi néma betűre, ill. bonyolult betűegyüttesre vonatkozó szabály más értelmezéséből fakadó eltérések
Egyes eltérések abból erednek, hogy az [i]-nek hangzó ‑ey végződés y-ját az MHSz. nem tekinti néma betűnek (vö. AkH.11 217. a)), így az ilyen szavak ragozásában a kötőjelet sem teszi ki, az OH viszont igen – vagy éppen a kétbetűs végződést tekinti szokatlan, bonyolult betűkapcsolatnak (mindkét elemzés elképzelhető, és egyaránt kötőjelre vezet):
| MHSz.      | MHSz. | OH          | OH    |
| Szóalak    | Oldal | Szóalak     | Oldal |
| ---------- | ----- | ----------- | ----- |
| berkeleyi  | 50.   | berkeley-i  | 513.  |
| Disneyvel  | 102.  | Disney-vel  | 600.  |
| halleyi    | 206.  | halley-s    | 925.  |
| huxleyi    | 232.  | huxley-s    | 829.  |
| kimberleyi | 284.  | kimberley-s | 923.  |
| sydneyi    | 469.  | sydney-i    | 1285. |

### Román mellékjeles betűk írása
A romániai városnevek eredeti alakjában csak az OH alkalmazta az alul „vesszős” mellékjeles román betűk helyes alakját, az MHSz.-ben egy hasonló betű szerepel, lásd AkH.11 214. és román ábécé.
| MHSz.       | MHSz. | OH          | OH    | Címszó, további megjegyzés                                    |
| Szóalak     | Oldal | Szóalak     | Oldal | Címszó, további megjegyzés                                    |
| ----------- | ----- | ----------- | ----- | ------------------------------------------------------------- |
| Bucureşti   | 67.   | București   | 540.  | (lásd Bukarest)                                               |
| Chişinău    | 75.   | Chișinău    | 553.  | (lásd Chișinău)                                               |
| Iaşi        | 234.  | Iași        | 832.  | (lásd Jászvásár)                                              |
| Sighişoara  | 457.  | Sighișoara  | 1260. | (lásd Segesvár)                                               |
| Şiria       | 560.  | Șiria       | 1466. | (lásd Világos)                                                |
| Timişoara   | 511.  | Timișoara   | 1371. | (lásd Temesvár)                                               |
| Tîrgu Mureş | 341.  | Târgu Mureș | 1035. | (lásd Marosvásárhely; a Târgu alak tükrözi a mai helyesírást) |

## Hibák az OH-ban (a megfelelő alak az MHSz.-ben nem szerepel)
| Szóalak                                   | Oldal              | Helyes alak                          | Magyarázat, megjegyzés |
| ----------------------------------------- | ------------------ | ------------------------------------ | --- |
| amatőr-ökölvívás                          | 456.               | amatőr ökölvívás                     | A 2008-as diákváltozatban már – a többi hasonló szerkezethez hasonlóan – különírva szerepel (31. o.), és az MHSz. is különírja pl. az amatőr labdarúgás kifejezést.                                                                                           |
| Asgabat                                   | 184. DE lásd 475.  | Aşgabat                              | AkH.11 214. A türkménnek van latin írása, úgyhogy azt vesszük alapul (a hagyományos írásmódnak egy ilyen kevésbé közismert városnévnél kisebb szerepe van). Megjegyzés: az OH 475. oldalán már mellékjellel szerepel, ez tehát belső ellentmondást is jelent. |
| Eduard Beneš                              | 511.               | Edvard Beneš                         | Az eredeti cseh alak az Edvard. |
| blue curação                              | 525.               | blue curaçao                         | AkH.11 214. Az Osiris Idegen szavak szótárában már *curaçăo néven. A névadó Curaçao sziget nevének feltételezett portugál eredete (coração = szív) állhat a hiba mögött.                                                                                      |
| cascade-hegységi                          | 548.               | Cascade-hegységi                     | AkH.11 176. b) A „Cascade” nem értelmezhető sem köznévként, sem melléknévként, így tulajdonnévnek tekintjük. |
| cash flow-terv                            | 548.               | cash flow terv                       | Ha két különírt elemből álló idegen szóhoz járul összetételi tag, azt kivételesen különírjuk, vö. OH 137. |
| Crô-Magnon                                | 560.               | Cro-Magnon                           | Indokolatlan ékezet, az eredeti francia forma Cro-Magnon. |
| DVD‑lemez                                 | 615.               | DVD lemez                            | AkH.11 140. a), AkH.11 167., AkH.11 183., AkH.11 194. analógiájára (a DVD betűszó már tartalmazza a lemez megfelelőjét, úgyhogy ha kitesszük melléje, csak magyarázó jelleggel tehetjük, különírva)                                                           |
| ezer millió                               | 677.               | ezermillió                           | A tőszámneveket egybeírjuk, vö. tízbillió (OH 1389.), százmillió (OH 1300.), százbilliárd (OH 1300.). A több millió, sok millió, néhány millió vagy az ezer esztendő analógiája kevésbé alkalmazható, mert mennyiségjelzős kapcsolatok.                       |
| férfi-magasugrás                          | 115., 704.         | férfimagasugrás                      | AkH. 138. |
| grand prix-mezőny, grand prix-viadal      | 759.               | grand prix mezőny, grand prix viadal | Ha két különírt elemből álló idegen szóhoz járul összetételi tag, azt kivételesen különírjuk, vö. OH 137. |
| hardanger-fjordi                          | 788.               | Hardanger-fjordi                     | AkH.11 176. b) A Hardanger nem tekinthető köznévnek vagy melléknévnek magyarul, tulajdonnévként pedig a földrajzi név melléknévképzős alakjában is megőrzi nagy kezdőbetűjét.                                                                                 |
| húgica                                    | 825.               | hugica                               | Az 53. oldalon (a hugi alakkal együtt) már rövid u-val szerepel, akárcsak az Osirisnél később megjelent diákszótárban is. (A húgocska ettől függetlenül marad hosszú ú.)                                                                                      |
| kerékpár-megőrző                          | 906.               | kerékpármegőrző                      | AkH. 138. |
| kerékpáros-cipő                           | 906.               | kerékpároscipő                       | AkH. 138. |
| kis göncöli                               | 928.               | Kis Göncöl-i                         | OH 214. o. |
| Korniss alatt: Kornis Dezső, Kornis Péter | 951.               | Korniss Dezső, Korniss Péter         | |
| Le figaró-beli                            | 995.               | Le Figaro-beli                       | AkH.11 200., AkH.11 216. (a ‑beli előtt nem nyúlik meg a szó végi magánhangzó, vö. mesebeli) |
| Livingstone-vízesés elv.: Li-vings-to-ne  | 1009.              | Li-vings-tone                        | AkH.11 230. a) |
| Magalhãesel                               | 1020.              | Magalhãessel                         | |
| nagy medvei                               | 1097.              | Nagy Medve-i                         | OH 214. o. |
| namíb-sivatagi                            | 1098.              | namib-sivatagi                       | Az előtte két alakban szereplő Namib-sivatag nyomán feltételezhető, hogy a rövid i-s forma a szándékos. |
| Nikomak- / hosszal                        | 1114.              | Nikoma- / khosszal                   | Előtte szerepel a {Ni-ko-ma-khosz} elválasztási minta: a kh ugyanis egy hangot jelöl, nem választható el. |
| Panamai köztársasági                      | 1166.              | panamai köztársasági                 | AkH.11 180. |
| Pro Urbe Díj                              | 1206.              | Pro Urbe díj                         | OH 226. o. |
| Saturnussal                               | 1257.              | Saturnusszal                         | AkH.11 216. b) |
| show-man                                  | 1264.              | showman                              | Az angol eredetiben is egybeíródik. |
| sodrott                                   | 1270.              | sodrot                               | „sodor” (fn) + tárgyrag értelemben hibás. A le- igekötős hivatkozás is az (ige) szócikkhez tartozna. |
| szadomazo                                 | 1288.              | szadomazó                            | Minthogy köznévként vagy melléknévként már nem tekinthető puszta előtagnak, a szó végi „o” megnyúlik, vö. AkH.11 203. |
| Tao-tö-King-beli                          | 1357.              | Tao-tö-king-beli                     | KN. 402., 436. alapján |
| tasman-tengeri                            | 1363.              | Tasman-tengeri                       | AkH.11 176. b) Eredetileg Abel Tasmanról kapta a nevét; a tasman/tasmán/tazmán melléknév bevonása nem indokolt. A Helyesírási tanácsadó szótár (1983) szintén nagybetűvel hozza.                                                                              |
| Wekerle-telep                             | 1481. DE lásd 199. | Wekerletelep                         | AkH.11 175. b) A kéttagú helységrésznevek egybeírandóak még akkor is, ha első tagjuk tulajdonnév, lásd OH 197–199. Megjegyzés: az OH 199. oldalán már egybeírva szerepel, ez tehát belső ellentmondást is jelent.                                             |

### Intézménynevek fantázianévi elemeinek kisbetűs írása
Néhány esetben az OH kisbetűs alakot ad meg intézménynevek melléknévképzős alakjának fantázianevében is, noha ezek az AkH.11 187. értelmében nagy kezdőbetűsek maradnak (vö. Új Egység cipészipari szövetkezeti, Szabadság szállói/szállóbeli a szabályzatban):
| Szóalak                      | Oldal | Helyes alak                  |
| ---------------------------- | ----- | ---------------------------- |
| csudajó ABC-áruházi          | 581.  | Csudajó ABC-áruházi          |
| fészek áruházi fészek klubos | 706.  | Fészek áruházi Fészek klubos |
| hangya szövetkezeti          | 786.  | Hangya szövetkezeti          |
| kotta kft.-beli              | 954.  | Kotta kft.-beli              |
| luxus áruházi                | 1016. | Luxus áruházi                |
| nyilvánosság klubbeli        | 1126. | Nyilvánosság klubbeli        |
| platán panziói               | 1192. | Platán panziói               |

### Államrészek közszói elemeinek nagybetűs írása
Egy-két esetben nagybetűs alak szerepel az OH-ban államrészek melléknevesült alakjának közszói elemeiben, noha ezeknél az AkH.11 181. kis kezdőbetűt ír elő (vö. budai járási a szabályzatban):
| Szóalak           | Oldal | Helyes alak       |
| ----------------- | ----- | ----------------- |
| Nezsideri járási  | 1114. | nezsideri járási  |
| Gyanafalvi járási | 764.  | gyanafalvi járási |
| Kismartoni járási | 929.  | kismartoni járási |
| Ökörmezői járási  | 1151. | ökörmezői járási  |
| Rahói járási      | 1218. | rahói járási      |
| Szörényi bánsági  | 1339. | szörényi bánsági  |

## Hibák az MHSz.-ben  (a megfelelő alak az OH-ban nem szerepel)
| Szóalak           | Oldal | Helyes alak        | Magyarázat, megjegyzés          |
| ----------------- | ----- | ------------------ | ------------------------------- |
| állapotellenőrzés | 15.   | állapot-ellenőrzés | AkH.11 138.                     |
| ezer wattos motor | 145.  | ezerwattos motor   | AkH.11 119.                     |
| Focşani           | 167.  | Focșani            | AkH.11 214. (lásd román ábécé). |

## Mindkét szótárban hibás
| Szóalak                  | MHSz.           | OH                                                                                 | Helyes alak                | Magyarázat, megjegyzés |
| ------------------------ | --------------- | ---------------------------------------------------------------------------------- | -------------------------- | --- |
| Edinburghban, edinburghi | 114.            | 620. Az OH még említi alternatívaként az "Edinburgh-ben, edinburgh-i" alakokat is. | Edinburgh-ban, edinburgh-i | A városnév magyar kiejtése [edimboró], így toldalékolt alakjait az AkH.11 217. a) alapján csak kötőjellel írhatjuk, hiszen az utolsó kiejtett hangot a magyar írásrendszerben szokatlan betűkapcsolat jelöli. Az OH által említett [-bör] végződésű alternatív kiejtés, s így a magas hangrendű toldalékolás az eredeti angol /'edɪnb(ə)rə/ (és a magyar kiejtési hagyomány) alapján nem megalapozott.                                                       |
| kékvércse                | 269.            | 898.                                                                               | kék vércse                 | Szaknyelvi kiadványok |
| szem-öl-dök              | 248. (ív alatt) | 1309.                                                                              | sze-möl-dök                | Jelenlegi ismereteink alapján nem összetétel (tehát az öldök nem önálló szóelem benne), hanem a szem valamilyen ősi képzős alakja, bár újabb kutatások szerint a szem és az elavult öl összetétele mégis indokolhatja az m utáni elválasztást. Az OH csak a harmadik címszóbeli előfordulásnál hozza a helyes, m előtti elválasztást, az első kettőnél hibásan szerepel; az MHSz. pedig csak az ív szóval alkotott összetételként hozza, de szintén hibásan. |